# Zengővárkonyi madonna
A zengővárkonyi Madonna egy, a termékenység istennőjét ábrázoló idol.
A kis agyagszobrocska a Zengővárkony mellett feltárt késő neolitikus település népének alkotása.
A népet a szakirodalom lengyeli kultúrának nevezi, és korát i. e. 40. század körülre teszi.
A szobrocska arra enged következtetni, hogy a lengyeli kultúra zengővárkonyi településén anyajogú (matriarchális) társadalom élt.
A zengővárkonyi nagy őskori temetőt Dombay János tárta fel 1941–43 között és a háború után. A település jelentősége messze felülmúlta az előzetes várakozásokat, és forradalmasította a lengyeli kultúráról addig alkotott elképzeléseket. Ezért a zengővárkonyi neolitikus települést  ma már mint önálló kultúrkört említik, zengővárkonyi kultúraként.